# 名实之辩
名实之辩，名实之争是中国古代哲学的一个问题，主要是处理名事物的名字或概念以及实事物本身或实在它们之间的关系。

## 外部連結
[在维基数据编辑]
 《欽定古今圖書集成·理學彙編·學行典·名實部》，出自陈梦雷《古今圖書集成》
- 春秋、战国时期的“名”、“实”之辩（页面存档备份，存于）